# Thomas Elbel (Elektrotechniker)
Thomas Elbel (* 1945) ist ein deutscher Feinmechaniker und Professor für Elektrische Messtechnik, Sensorik und Grundlagen der Elektrotechnik an der Hochschule Hannover.

## Leben
Nach einer Ausbildung zum Feinmechaniker und dem Abitur 1964 absolvierte Elbel bis 1969 in Studium der Theoretischen Elektrotechnik und Regelungstechnik an der TH Ilmenau. Anschließend folgte eine langjährige Industrie- und Forschungstätigkeit auf den Gebieten Elektronenstrahllithografie und Mikrosensorentwicklung. Elbel wurde im Jahr 1985 an der TH Ilmenau auf dem Gebiet der Festkörperelektronik promoviert. Seit 1991 ist er Professor an der FH Hannover.
Von 1997 bis 2002 war er Leiter des Angewandten Forschungsschwerpunktes an der FHH Angewandte Mikrosysteme für die mittelständische Industrie (AMIS).
Forschungsgebiete:
- Elektrische Messtechnik
- Sensorik
- Grundlagen der Elektrotechnik
- Thermische Sensoren, insbesondere Infrarotsensoren
- Intelligente Mikrosensoren
- Mikrosystemtechnik

## Schriften
- Mikrosensorik, Vieweg Verlagsgesellschaft 1996, ISBN 3-5280-3377-0